# Tè di sangue e filo rosso
Tè di sangue e filo rosso (Blood Tea and Red String) è un film d'animazione statunitense in stop-motion del 2006, diretto da Christiane Cegavske.

## Trama
Dei topi aristocratici chiedono alle creature che vivono sotto una quercia di plasmare una bambola per loro, ma terminato il processo le creature decidono di tenerla per sé. I topi allora di notte rubano la bambola e le creature partono all'avventura per recuperarla.

## Produzione
L'intera produzione del film è durata tredici anni. Il film è girato in 16 millimetri.

## Accoglienza
L'aggregatore di recensioni Rotten Tomatoes riporta una percentuale di gradimento del 92%, basato su 12 recensioni professionali, mentre l'aggregatore Metacritic riporta un punteggio di 73, basato su 6 recensioni professionali.